# سوپر! (کانال تلویزیونی)
سوپر به انگلیسی:(super به معنی فوق‌العاده) یک کانال تلویزیونی ایتالیایی است که متعلق به ViacomCBS Networks EMEAA می‌باشد. این کانال در تاریخ ۱ سپتامبر ۲۰۱۰ با عنوان DeA Super در پکیج Sky Italia راه اندازی شد. بعد از گذشت دو سال، نام آن را به سوپر تغییر داد. مجری رسمی شبکه بازیگر صدا، رناتو نوارا است.